# Ripping
In informatica, con ripping (dall'inglese rip, strappare, a simboleggiare il gesto di strappare il materiale digitale da un supporto per trasferirlo su un altro) si intende il trasferimento di un contenuto, solitamente audio e/o video, da un supporto, solitamente CD o DVD, ad un altro, solitamente il disco rigido, spesso utilizzando una codifica diversa dall'originale.
Lo scopo del ripping può essere quello di avere copie di backup dei propri supporti originali ma viene fatto spesso anche con lo scopo di distribuire tale materiale su reti peer-to-peer, distribuzione illegale quando il materiale è coperto da copyright. Colui che effettua il ripping viene chiamato nel gergo informatico ripper.
Alcuni esempi comuni di ripping sono:
- l'estrazione di brani da un CD Audio trasferendoli al disco fisso (o su un altro supporto) in un formato di file digitale diverso (fra i più comuni MP3, Ogg, FLAC, WAV, WMA)
- l'estrazione di un filmato da un DVD trasferendolo al disco fisso (o su un altro supporto) in un formato diverso come DivX o Xvid.

## Alcuni software
Fra i software utilizzati per rippare i più comuni sono:
- Nero
- Roxio
- CDex
- Exact Audio Copy
- AnyDVD
- DVDFab
- Ashampoo Burning Studio